# Lista di asteroidi (355001-356000)
Di seguito una lista di asteroidi dal numero 355001 al 356000 con data di scoperta e scopritore.

## 355001-355100
| Nome          | Designazione provvisoria | Data di scoperta  | Scopritore           |
| ------------- | ------------------------ | ----------------- | -------------------- |
| 355001 -      | 2006 QK19                | 17 agosto 2006    | NEAT                 |
| 355002 -      | 2006 QB20                | 18 agosto 2006    | LONEOS               |
| 355003 -      | 2006 QM20                | 18 agosto 2006    | LONEOS               |
| 355004 -      | 2006 QO30                | 21 agosto 2006    | LINEAR               |
| 355005 -      | 2006 QT30                | 22 agosto 2006    | NEAT                 |
| 355006 -      | 2006 QY30                | 21 agosto 2006    | LINEAR               |
| 355007 -      | 2006 QP31                | 23 agosto 2006    | Ferrando, R.         |
| 355008 -      | 2006 QT43                | 18 agosto 2006    | Spacewatch           |
| 355009 -      | 2006 QJ45                | 19 agosto 2006    | Spacewatch           |
| 355010 -      | 2006 QN46                | 20 agosto 2006    | NEAT                 |
| 355011 -      | 2006 QC80                | 24 agosto 2006    | NEAT                 |
| 355012 -      | 2006 QN80                | 24 agosto 2006    | NEAT                 |
| 355013 -      | 2006 QE82                | 24 agosto 2006    | NEAT                 |
| 355014 -      | 2006 QX87                | 27 agosto 2006    | Spacewatch           |
| 355015 -      | 2006 QC103               | 19 agosto 2006    | Spacewatch           |
| 355016 -      | 2006 QC104               | 27 agosto 2006    | Spacewatch           |
| 355017 -      | 2006 QS108               | 28 agosto 2006    | CSS                  |
| 355018 -      | 2006 QE113               | 24 agosto 2006    | LINEAR               |
| 355019 -      | 2006 QY115               | 27 agosto 2006    | LONEOS               |
| 355020 -      | 2006 QH116               | 27 agosto 2006    | LONEOS               |
| 355021 -      | 2006 QM137               | 31 agosto 2006    | Eskridge             |
| 355022 Triman | 2006 QW142               | 31 agosto 2006    | Rinner, C.           |
| 355023 -      | 2006 QP145               | 18 agosto 2006    | Spacewatch           |
| 355024 -      | 2006 QD150               | 19 agosto 2006    | Spacewatch           |
| 355025 -      | 2006 QC168               | 30 agosto 2006    | LONEOS               |
| 355026 -      | 2006 QE169               | 31 agosto 2006    | Crni Vrh             |
| 355027 -      | 2006 QO182               | 28 agosto 2006    | Becker, A. C.        |
| 355028 -      | 2006 QM187               | 18 agosto 2006    | NEAT                 |
| 355029 Herve  | 2006 RH                  | 1º settembre 2006 | Rinner, C.           |
| 355030 -      | 2006 RR2                 | 12 settembre 2006 | LINEAR               |
| 355031 -      | 2006 RG21                | 15 settembre 2006 | Spacewatch           |
| 355032 -      | 2006 RQ24                | 25 maggio 2006    | Mt. Lemmon Survey    |
| 355033 -      | 2006 RC26                | 14 settembre 2006 | Spacewatch           |
| 355034 -      | 2006 RT45                | 14 settembre 2006 | Spacewatch           |
| 355035 -      | 2006 RV45                | 14 settembre 2006 | Spacewatch           |
| 355036 -      | 2006 RT65                | 14 settembre 2006 | CSS                  |
| 355037 -      | 2006 RA67                | 15 settembre 2006 | Spacewatch           |
| 355038 -      | 2006 RF77                | 15 settembre 2006 | Spacewatch           |
| 355039 -      | 2006 RS98                | 15 settembre 2006 | Spacewatch           |
| 355040 -      | 2006 RZ99                | 14 settembre 2006 | NEAT                 |
| 355041 -      | 2006 RR110               | 19 settembre 2006 | Spacewatch           |
| 355042 -      | 2006 RU114               | 14 settembre 2006 | Masiero, J.          |
| 355043 -      | 2006 SG3                 | 16 settembre 2006 | LONEOS               |
| 355044 -      | 2006 SU8                 | 17 settembre 2006 | LINEAR               |
| 355045 -      | 2006 SZ17                | 17 settembre 2006 | Spacewatch           |
| 355046 -      | 2006 SO19                | 18 settembre 2006 | Siding Spring Survey |
| 355047 -      | 2006 SR23                | 29 agosto 2006    | Spacewatch           |
| 355048 -      | 2006 SF55                | 18 settembre 2006 | CSS                  |
| 355049 -      | 2006 SG61                | 19 settembre 2006 | CSS                  |
| 355050 -      | 2006 SG67                | 19 settembre 2006 | Spacewatch           |
| 355051 -      | 2006 SJ70                | 19 settembre 2006 | Spacewatch           |
| 355052 -      | 2006 SM95                | 18 settembre 2006 | Spacewatch           |
| 355053 -      | 2006 SR99                | 18 settembre 2006 | Spacewatch           |
| 355054 -      | 2006 SW105               | 15 settembre 2006 | Spacewatch           |
| 355055 -      | 2006 SO123               | 28 agosto 2006    | Lulin                |
| 355056 -      | 2006 SR144               | 19 settembre 2006 | Spacewatch           |
| 355057 -      | 2006 SU152               | 19 settembre 2006 | Spacewatch           |
| 355058 -      | 2006 SJ156               | 23 settembre 2006 | Spacewatch           |
| 355059 -      | 2006 SJ159               | 23 settembre 2006 | Spacewatch           |
| 355060 -      | 2006 SA167               | 25 settembre 2006 | Spacewatch           |
| 355061 -      | 2006 SN172               | 25 settembre 2006 | Spacewatch           |
| 355062 -      | 2006 SE181               | 25 settembre 2006 | Mt. Lemmon Survey    |
| 355063 -      | 2006 SZ191               | 26 settembre 2006 | Mt. Lemmon Survey    |
| 355064 -      | 2006 SF194               | 26 settembre 2006 | Spacewatch           |
| 355065 -      | 2006 SE195               | 26 settembre 2006 | Mt. Lemmon Survey    |
| 355066 -      | 2006 SJ199               | 15 settembre 2006 | Spacewatch           |
| 355067 -      | 2006 SD209               | 18 settembre 2006 | CSS                  |
| 355068 -      | 2006 SC219               | 27 settembre 2006 | Spacewatch           |
| 355069 -      | 2006 SA221               | 25 settembre 2006 | Mt. Lemmon Survey    |
| 355070 -      | 2006 SV222               | 25 settembre 2006 | Mt. Lemmon Survey    |
| 355071 -      | 2006 SS229               | 26 settembre 2006 | Spacewatch           |
| 355072 -      | 2006 SQ241               | 26 settembre 2006 | Mt. Lemmon Survey    |
| 355073 -      | 2006 SL255               | 16 settembre 2006 | Spacewatch           |
| 355074 -      | 2006 ST262               | 26 settembre 2006 | Mt. Lemmon Survey    |
| 355075 -      | 2006 SJ264               | 26 settembre 2006 | Spacewatch           |
| 355076 -      | 2006 SP268               | 26 settembre 2006 | Spacewatch           |
| 355077 -      | 2006 SK285               | 28 settembre 2006 | CSS                  |
| 355078 -      | 2006 SE304               | 27 settembre 2006 | Mt. Lemmon Survey    |
| 355079 -      | 2006 SA311               | 17 settembre 2006 | Spacewatch           |
| 355080 -      | 2006 SR319               | 27 settembre 2006 | Spacewatch           |
| 355081 -      | 2006 SO341               | 28 settembre 2006 | Spacewatch           |
| 355082 -      | 2006 SF342               | 28 settembre 2006 | Spacewatch           |
| 355083 -      | 2006 SK347               | 28 settembre 2006 | Spacewatch           |
| 355084 -      | 2006 SZ347               | 28 settembre 2006 | Spacewatch           |
| 355085 -      | 2006 SG378               | 18 settembre 2006 | Becker, A. C.        |
| 355086 -      | 2006 SQ384               | 29 settembre 2006 | Becker, A. C.        |
| 355087 -      | 2006 SS392               | 26 settembre 2006 | Spacewatch           |
| 355088 -      | 2006 SO399               | 17 settembre 2006 | Spacewatch           |
| 355089 -      | 2006 SX401               | 25 settembre 2006 | CSS                  |
| 355090 -      | 2006 SU406               | 19 settembre 2006 | CSS                  |
| 355091 -      | 2006 SD409               | 30 settembre 2006 | Mt. Lemmon Survey    |
| 355092 -      | 2006 TX                  | 1º ottobre 2006   | Birtwhistle, P.      |
| 355093 -      | 2006 TL12                | 4 ottobre 2006    | Mt. Lemmon Survey    |
| 355094 -      | 2006 TQ14                | 11 ottobre 2006   | Spacewatch           |
| 355095 -      | 2006 TO29                | 12 ottobre 2006   | Spacewatch           |
| 355096 -      | 2006 TE46                | 12 ottobre 2006   | Spacewatch           |
| 355097 -      | 2006 TZ47                | 12 ottobre 2006   | Spacewatch           |
| 355098 -      | 2006 TB51                | 12 ottobre 2006   | Spacewatch           |
| 355099 -      | 2006 TK60                | 13 ottobre 2006   | Spacewatch           |
| 355100 -      | 2006 TV85                | 13 ottobre 2006   | Spacewatch           |

## 355101-355200
| Nome     | Designazione provvisoria | Data di scoperta  | Scopritore        |
| -------- | ------------------------ | ----------------- | ----------------- |
| 355101 - | 2006 TK87                | 13 ottobre 2006   | Spacewatch        |
| 355102 - | 2006 TQ89                | 13 ottobre 2006   | Spacewatch        |
| 355103 - | 2006 TM102               | 28 settembre 2006 | Mt. Lemmon Survey |
| 355104 - | 2006 TM126               | 4 ottobre 2006    | Mt. Lemmon Survey |
| 355105 - | 2006 TO127               | 2 ottobre 2006    | CSS               |
| 355106 - | 2006 UR12                | 30 settembre 2006 | Mt. Lemmon Survey |
| 355107 - | 2006 UV12                | 17 ottobre 2006   | Mt. Lemmon Survey |
| 355108 - | 2006 US30                | 16 ottobre 2006   | Spacewatch        |
| 355109 - | 2006 UG35                | 16 ottobre 2006   | Spacewatch        |
| 355110 - | 2006 UR36                | 16 ottobre 2006   | Spacewatch        |
| 355111 - | 2006 UA45                | 16 ottobre 2006   | Spacewatch        |
| 355112 - | 2006 UD61                | 19 ottobre 2006   | Spacewatch        |
| 355113 - | 2006 UY61                | 18 ottobre 2006   | Nyukasa           |
| 355114 - | 2006 UX68                | 16 ottobre 2006   | CSS               |
| 355115 - | 2006 UP84                | 17 ottobre 2006   | Mt. Lemmon Survey |
| 355116 - | 2006 UU85                | 17 ottobre 2006   | Spacewatch        |
| 355117 - | 2006 UY88                | 17 ottobre 2006   | Spacewatch        |
| 355118 - | 2006 UZ96                | 18 ottobre 2006   | Spacewatch        |
| 355119 - | 2006 UN97                | 18 ottobre 2006   | Spacewatch        |
| 355120 - | 2006 UV110               | 17 settembre 2006 | CSS               |
| 355121 - | 2006 UM120               | 19 ottobre 2006   | Spacewatch        |
| 355122 - | 2006 UL126               | 19 ottobre 2006   | Spacewatch        |
| 355123 - | 2006 UL130               | 19 ottobre 2006   | Spacewatch        |
| 355124 - | 2006 UE139               | 19 ottobre 2006   | Spacewatch        |
| 355125 - | 2006 UF142               | 19 ottobre 2006   | Spacewatch        |
| 355126 - | 2006 UF150               | 20 ottobre 2006   | CSS               |
| 355127 - | 2006 UN160               | 21 ottobre 2006   | Mt. Lemmon Survey |
| 355128 - | 2006 UP178               | 16 ottobre 2006   | CSS               |
| 355129 - | 2006 UK182               | 16 ottobre 2006   | CSS               |
| 355130 - | 2006 UL191               | 19 ottobre 2006   | CSS               |
| 355131 - | 2006 UN192               | 19 ottobre 2006   | CSS               |
| 355132 - | 2006 UT194               | 20 ottobre 2006   | Spacewatch        |
| 355133 - | 2006 UK203               | 19 ottobre 2006   | CSS               |
| 355134 - | 2006 UW204               | 23 ottobre 2006   | NEAT              |
| 355135 - | 2006 UB206               | 23 ottobre 2006   | Spacewatch        |
| 355136 - | 2006 UG211               | 23 ottobre 2006   | Spacewatch        |
| 355137 - | 2006 UN220               | 28 settembre 2006 | Spacewatch        |
| 355138 - | 2006 UA221               | 17 ottobre 2006   | Spacewatch        |
| 355139 - | 2006 UR238               | 23 ottobre 2006   | Spacewatch        |
| 355140 - | 2006 UQ257               | 28 ottobre 2006   | Mt. Lemmon Survey |
| 355141 - | 2006 UG272               | 27 ottobre 2006   | Mt. Lemmon Survey |
| 355142 - | 2006 UW291               | 16 ottobre 2006   | LINEAR            |
| 355143 - | 2006 UL304               | 19 ottobre 2006   | Buie, M. W.       |
| 355144 - | 2006 UY330               | 16 ottobre 2006   | Becker, A. C.     |
| 355145 - | 2006 UZ343               | 26 ottobre 2006   | Wiegert, P. A.    |
| 355146 - | 2006 VP4                 | 9 novembre 2006   | Spacewatch        |
| 355147 - | 2006 VM8                 | 11 novembre 2006  | Spacewatch        |
| 355148 - | 2006 VC15                | 9 novembre 2006   | Spacewatch        |
| 355149 - | 2006 VX21                | 10 novembre 2006  | Spacewatch        |
| 355150 - | 2006 VJ26                | 10 novembre 2006  | Spacewatch        |
| 355151 - | 2006 VJ27                | 10 novembre 2006  | Spacewatch        |
| 355152 - | 2006 VE38                | 28 ottobre 2006   | Spacewatch        |
| 355153 - | 2006 VV43                | 13 novembre 2006  | Spacewatch        |
| 355154 - | 2006 VF55                | 17 ottobre 2006   | Mt. Lemmon Survey |
| 355155 - | 2006 VA58                | 11 novembre 2006  | Spacewatch        |
| 355156 - | 2006 VD66                | 11 novembre 2006  | Spacewatch        |
| 355157 - | 2006 VR76                | 12 novembre 2006  | Mt. Lemmon Survey |
| 355158 - | 2006 VV77                | 12 novembre 2006  | Mt. Lemmon Survey |
| 355159 - | 2006 VN78                | 12 novembre 2006  | Mt. Lemmon Survey |
| 355160 - | 2006 VR97                | 11 novembre 2006  | Spacewatch        |
| 355161 - | 2006 VS97                | 11 novembre 2006  | Spacewatch        |
| 355162 - | 2006 VC103               | 12 novembre 2006  | Mt. Lemmon Survey |
| 355163 - | 2006 VV112               | 13 novembre 2006  | Spacewatch        |
| 355164 - | 2006 VP136               | 15 novembre 2006  | Spacewatch        |
| 355165 - | 2006 VK139               | 11 novembre 2006  | Mt. Lemmon Survey |
| 355166 - | 2006 VP169               | 11 novembre 2006  | Spacewatch        |
| 355167 - | 2006 VR170               | 10 novembre 2006  | Spacewatch        |
| 355168 - | 2006 WG4                 | 19 novembre 2006  | Spacewatch        |
| 355169 - | 2006 WG7                 | 16 novembre 2006  | Spacewatch        |
| 355170 - | 2006 WG11                | 16 novembre 2006  | LINEAR            |
| 355171 - | 2006 WQ11                | 16 novembre 2006  | LINEAR            |
| 355172 - | 2006 WZ12                | 16 novembre 2006  | Mt. Lemmon Survey |
| 355173 - | 2006 WG18                | 17 novembre 2006  | Mt. Lemmon Survey |
| 355174 - | 2006 WK20                | 17 novembre 2006  | Mt. Lemmon Survey |
| 355175 - | 2006 WV47                | 16 novembre 2006  | Spacewatch        |
| 355176 - | 2006 WA48                | 16 novembre 2006  | Mt. Lemmon Survey |
| 355177 - | 2006 WP53                | 16 novembre 2006  | LINEAR            |
| 355178 - | 2006 WE55                | 16 novembre 2006  | Spacewatch        |
| 355179 - | 2006 WN73                | 18 novembre 2006  | Spacewatch        |
| 355180 - | 2006 WR81                | 18 novembre 2006  | Spacewatch        |
| 355181 - | 2006 WO89                | 18 novembre 2006  | LINEAR            |
| 355182 - | 2006 WQ92                | 19 novembre 2006  | Spacewatch        |
| 355183 - | 2006 WT102               | 19 novembre 2006  | Spacewatch        |
| 355184 - | 2006 WO109               | 11 novembre 2006  | Spacewatch        |
| 355185 - | 2006 WD111               | 19 novembre 2006  | Spacewatch        |
| 355186 - | 2006 WX115               | 20 novembre 2006  | Mt. Lemmon Survey |
| 355187 - | 2006 WZ139               | 19 novembre 2006  | CSS               |
| 355188 - | 2006 WM158               | 22 novembre 2006  | LINEAR            |
| 355189 - | 2006 WN160               | 22 novembre 2006  | Spacewatch        |
| 355190 - | 2006 WN180               | 24 novembre 2006  | Mt. Lemmon Survey |
| 355191 - | 2006 WS188               | 24 novembre 2006  | Spacewatch        |
| 355192 - | 2006 WV190               | 25 novembre 2006  | Spacewatch        |
| 355193 - | 2006 WA198               | 17 novembre 2006  | Mt. Lemmon Survey |
| 355194 - | 2006 WO202               | 27 novembre 2006  | Mt. Lemmon Survey |
| 355195 - | 2006 XX5                 | 7 dicembre 2006   | NEAT              |
| 355196 - | 2006 XY7                 | 9 dicembre 2006   | NEAT              |
| 355197 - | 2006 XR16                | 10 dicembre 2006  | Spacewatch        |
| 355198 - | 2006 XY23                | 12 dicembre 2006  | Mt. Lemmon Survey |
| 355199 - | 2006 XW30                | 13 dicembre 2006  | Spacewatch        |
| 355200 - | 2006 XN36                | 11 dicembre 2006  | Spacewatch        |

## 355201-355300
| Nome           | Designazione provvisoria | Data di scoperta  | Scopritore           |
| -------------- | ------------------------ | ----------------- | -------------------- |
| 355201 -       | 2006 XA45                | 13 dicembre 2006  | Spacewatch           |
| 355202 -       | 2006 XC52                | 18 novembre 2006  | Spacewatch           |
| 355203 -       | 2006 XM65                | 16 novembre 2006  | Lulin                |
| 355204 -       | 2006 XZ69                | 11 dicembre 2006  | Spacewatch           |
| 355205 -       | 2006 XF71                | 15 dicembre 2006  | Spacewatch           |
| 355206 -       | 2006 YA8                 | 20 dicembre 2006  | Mt. Lemmon Survey    |
| 355207 -       | 2006 YJ9                 | 5 dicembre 2006   | NEAT                 |
| 355208 -       | 2006 YR13                | 24 dicembre 2006  | Spacewatch           |
| 355209 -       | 2006 YR15                | 20 dicembre 2006  | Mt. Lemmon Survey    |
| 355210 -       | 2006 YF33                | 21 dicembre 2006  | Spacewatch           |
| 355211 -       | 2006 YS34                | 21 dicembre 2006  | Spacewatch           |
| 355212 -       | 2006 YV38                | 21 dicembre 2006  | Spacewatch           |
| 355213 -       | 2006 YH48                | 24 dicembre 2006  | Spacewatch           |
| 355214 -       | 2006 YK48                | 24 dicembre 2006  | Spacewatch           |
| 355215 -       | 2006 YM52                | 27 dicembre 2006  | Mt. Lemmon Survey    |
| 355216 -       | 2006 YH53                | 21 dicembre 2006  | Mt. Lemmon Survey    |
| 355217 -       | 2006 YF54                | 27 dicembre 2006  | Mt. Lemmon Survey    |
| 355218 -       | 2007 AN1                 | 8 gennaio 2007    | Mt. Lemmon Survey    |
| 355219 -       | 2007 AP21                | 24 dicembre 2006  | Spacewatch           |
| 355220 -       | 2007 AF23                | 10 gennaio 2007   | Mt. Lemmon Survey    |
| 355221 -       | 2007 AW27                | 8 gennaio 2007    | Mt. Lemmon Survey    |
| 355222 -       | 2007 BT4                 | 16 gennaio 2007   | LONEOS               |
| 355223 -       | 2007 BM6                 | 17 gennaio 2007   | NEAT                 |
| 355224 -       | 2007 BO6                 | 17 gennaio 2007   | NEAT                 |
| 355225 -       | 2007 BK15                | 17 gennaio 2007   | Spacewatch           |
| 355226 -       | 2007 BX34                | 24 gennaio 2007   | Mt. Lemmon Survey    |
| 355227 -       | 2007 BZ58                | 28 novembre 2006  | Mt. Lemmon Survey    |
| 355228 -       | 2007 BT60                | 26 gennaio 2007   | Spacewatch           |
| 355229 -       | 2007 BV60                | 27 gennaio 2007   | Mt. Lemmon Survey    |
| 355230 -       | 2007 BR62                | 27 gennaio 2007   | Mt. Lemmon Survey    |
| 355231 -       | 2007 BQ80                | 17 gennaio 2007   | Spacewatch           |
| 355232 -       | 2007 BU80                | 17 gennaio 2007   | Spacewatch           |
| 355233 -       | 2007 BN92                | 19 gennaio 2007   | Mauna Kea            |
| 355234 -       | 2007 BA100               | 17 gennaio 2007   | Spacewatch           |
| 355235 -       | 2007 CT6                 | 6 febbraio 2007   | Spacewatch           |
| 355236 -       | 2007 CW27                | 6 febbraio 2007   | Spacewatch           |
| 355237 -       | 2007 CY28                | 6 febbraio 2007   | NEAT                 |
| 355238 -       | 2007 CS32                | 6 febbraio 2007   | Mt. Lemmon Survey    |
| 355239 -       | 2007 CL55                | 10 febbraio 2007  | Mt. Lemmon Survey    |
| 355240 -       | 2007 DA2                 | 16 febbraio 2007  | Mt. Lemmon Survey    |
| 355241 -       | 2007 DJ2                 | 16 febbraio 2007  | CSS                  |
| 355242 -       | 2007 DG11                | 17 febbraio 2007  | Spacewatch           |
| 355243 -       | 2007 DK41                | 20 febbraio 2007  | LUSS                 |
| 355244 -       | 2007 DD54                | 21 febbraio 2007  | Spacewatch           |
| 355245 -       | 2007 EA107               | 4 maggio 2002     | NEAT                 |
| 355246 -       | 2007 EO168               | 13 marzo 2007     | Spacewatch           |
| 355247 -       | 2007 EH193               | 14 marzo 2007     | Mt. Lemmon Survey    |
| 355248 -       | 2007 GB38                | 14 aprile 2007    | Spacewatch           |
| 355249 -       | 2007 GE58                | 15 aprile 2007    | Spacewatch           |
| 355250 -       | 2007 HX24                | 18 aprile 2007    | Spacewatch           |
| 355251 -       | 2007 HV50                | 20 aprile 2007    | Spacewatch           |
| 355252 -       | 2007 HU56                | 22 aprile 2007    | Spacewatch           |
| 355253 -       | 2007 HL85                | 24 aprile 2007    | Spacewatch           |
| 355254 -       | 2007 JB26                | 9 maggio 2007     | Spacewatch           |
| 355255 -       | 2007 JE45                | 10 maggio 2007    | Mt. Lemmon Survey    |
| 355256 -       | 2007 KN4                 | 20 maggio 2007    | CSS                  |
| 355257 -       | 2007 KM8                 | 25 maggio 2007    | Mt. Lemmon Survey    |
| 355258 -       | 2007 LY4                 | 8 giugno 2007     | Spacewatch           |
| 355259 -       | 2007 NT2                 | 14 luglio 2007    | Chante-Perdrix       |
| 355260 -       | 2007 OO3                 | 17 luglio 2007    | Chante-Perdrix       |
| 355261 -       | 2007 OY4                 | 28 gennaio 2006   | Spacewatch           |
| 355262 -       | 2007 OC7                 | 24 luglio 2007    | Broughton, J.        |
| 355263 -       | 2007 PZ6                 | 4 agosto 2007     | Siding Spring Survey |
| 355264 -       | 2007 PE16                | 8 agosto 2007     | LINEAR               |
| 355265 -       | 2007 PH16                | 8 agosto 2007     | LINEAR               |
| 355266 -       | 2007 PM19                | 9 agosto 2007     | LINEAR               |
| 355267 -       | 2007 PK24                | 12 agosto 2007    | LINEAR               |
| 355268 -       | 2007 PK37                | 13 agosto 2007    | LINEAR               |
| 355269 -       | 2007 PH47                | 10 agosto 2007    | Spacewatch           |
| 355270 -       | 2007 PQ47                | 10 agosto 2007    | Spacewatch           |
| 355271 -       | 2007 PA48                | 11 agosto 2007    | LINEAR               |
| 355272 -       | 2007 QD9                 | 22 agosto 2007    | LINEAR               |
| 355273 -       | 2007 QX16                | 16 agosto 2007    | LINEAR               |
| 355274 -       | 2007 QZ17                | 24 agosto 2007    | Spacewatch           |
| 355275 -       | 2007 RP4                 | 3 settembre 2007  | CSS                  |
| 355276 Leclair | 2007 RF17                | 12 settembre 2007 | Christophe, B.       |
| 355277 -       | 2007 RN18                | 12 settembre 2007 | Chante-Perdrix       |
| 355278 -       | 2007 RS32                | 5 settembre 2007  | CSS                  |
| 355279 -       | 2007 RM33                | 5 settembre 2007  | CSS                  |
| 355280 -       | 2007 RQ41                | 3 settembre 2007  | CSS                  |
| 355281 -       | 2007 RT42                | 9 settembre 2007  | Spacewatch           |
| 355282 -       | 2007 RV70                | 10 settembre 2007 | Spacewatch           |
| 355283 -       | 2007 RR80                | 10 settembre 2007 | Mt. Lemmon Survey    |
| 355284 -       | 2007 RB85                | 23 agosto 2007    | Spacewatch           |
| 355285 -       | 2007 RW92                | 10 settembre 2007 | Mt. Lemmon Survey    |
| 355286 -       | 2007 RN99                | 11 settembre 2007 | Spacewatch           |
| 355287 -       | 2007 RS101               | 10 agosto 2007    | Spacewatch           |
| 355288 -       | 2007 RG141               | 13 settembre 2007 | LINEAR               |
| 355289 -       | 2007 RV145               | 14 settembre 2007 | LINEAR               |
| 355290 -       | 2007 RB154               | 10 settembre 2007 | Spacewatch           |
| 355291 -       | 2007 RT155               | 10 settembre 2007 | Spacewatch           |
| 355292 -       | 2007 RA158               | 28 settembre 2003 | LONEOS               |
| 355293 -       | 2007 RH160               | 12 settembre 2007 | Mt. Lemmon Survey    |
| 355294 -       | 2007 RS161               | 13 settembre 2007 | Mt. Lemmon Survey    |
| 355295 -       | 2007 RV177               | 10 settembre 2007 | Spacewatch           |
| 355296 -       | 2007 RV179               | 10 settembre 2007 | Mt. Lemmon Survey    |
| 355297 -       | 2007 RM185               | 13 settembre 2007 | Mt. Lemmon Survey    |
| 355298 -       | 2007 RV195               | 12 settembre 2007 | Spacewatch           |
| 355299 -       | 2007 RH200               | 13 settembre 2007 | Spacewatch           |
| 355300 -       | 2007 RK201               | 13 settembre 2007 | Spacewatch           |

## 355301-355400
| Nome     | Designazione provvisoria | Data di scoperta  | Scopritore             |
| -------- | ------------------------ | ----------------- | ---------------------- |
| 355301 - | 2007 RA239               | 3 settembre 2007  | CSS                    |
| 355302 - | 2007 RS241               | 13 settembre 2007 | LINEAR                 |
| 355303 - | 2007 RB245               | 11 settembre 2007 | Spacewatch             |
| 355304 - | 2007 RL251               | 13 settembre 2007 | Spacewatch             |
| 355305 - | 2007 RC273               | 15 settembre 2007 | Spacewatch             |
| 355306 - | 2007 RV277               | 5 settembre 2007  | CSS                    |
| 355307 - | 2007 RO280               | 13 settembre 2007 | CSS                    |
| 355308 - | 2007 RC293               | 13 settembre 2007 | Mt. Lemmon Survey      |
| 355309 - | 2007 RR297               | 3 settembre 2007  | CSS                    |
| 355310 - | 2007 RB309               | 10 settembre 2007 | Mt. Lemmon Survey      |
| 355311 - | 2007 RY309               | 3 settembre 2007  | CSS                    |
| 355312 - | 2007 RZ310               | 14 settembre 2007 | CSS                    |
| 355313 - | 2007 RZ320               | 11 settembre 2007 | PMO NEO Survey Program |
| 355314 - | 2007 RP321               | 14 settembre 2007 | Mt. Lemmon Survey      |
| 355315 - | 2007 RR322               | 25 luglio 2003    | NEAT                   |
| 355316 - | 2007 RZ323               | 12 settembre 2007 | Mt. Lemmon Survey      |
| 355317 - | 2007 SN12                | 18 settembre 2007 | LONEOS                 |
| 355318 - | 2007 SM14                | 20 settembre 2007 | CSS                    |
| 355319 - | 2007 SB16                | 30 settembre 2007 | Spacewatch             |
| 355320 - | 2007 SP16                | 30 settembre 2007 | Spacewatch             |
| 355321 - | 2007 SF22                | 10 febbraio 2004  | NEAT                   |
| 355322 - | 2007 TF                  | 1º ottobre 2007   | Gierlinger, R.         |
| 355323 - | 2007 TR17                | 7 ottobre 2007    | Chante-Perdrix         |
| 355324 - | 2007 TT26                | 4 ottobre 2007    | Spacewatch             |
| 355325 - | 2007 TH29                | 4 ottobre 2007    | Spacewatch             |
| 355326 - | 2007 TN45                | 7 ottobre 2007    | Mt. Lemmon Survey      |
| 355327 - | 2007 TL51                | 4 ottobre 2007    | Spacewatch             |
| 355328 - | 2007 TE52                | 4 ottobre 2007    | Spacewatch             |
| 355329 - | 2007 TY54                | 4 ottobre 2007    | Spacewatch             |
| 355330 - | 2007 TZ54                | 4 ottobre 2007    | Spacewatch             |
| 355331 - | 2007 TG56                | 4 ottobre 2007    | Spacewatch             |
| 355332 - | 2007 TV57                | 4 ottobre 2007    | Spacewatch             |
| 355333 - | 2007 TW64                | 1º febbraio 2005  | Spacewatch             |
| 355334 - | 2007 TV67                | 8 ottobre 2007    | CSS                    |
| 355335 - | 2007 TJ71                | 14 ottobre 2007   | Farra d'Isonzo         |
| 355336 - | 2007 TB77                | 5 ottobre 2007    | Spacewatch             |
| 355337 - | 2007 TA84                | 8 ottobre 2007    | Spacewatch             |
| 355338 - | 2007 TO84                | 8 ottobre 2007    | CSS                    |
| 355339 - | 2007 TS90                | 8 ottobre 2007    | Mt. Lemmon Survey      |
| 355340 - | 2007 TH110               | 7 ottobre 2007    | Mt. Lemmon Survey      |
| 355341 - | 2007 TT110               | 8 ottobre 2007    | CSS                    |
| 355342 - | 2007 TB112               | 8 ottobre 2007    | CSS                    |
| 355343 - | 2007 TK118               | 9 ottobre 2007    | Mt. Lemmon Survey      |
| 355344 - | 2007 TV121               | 6 ottobre 2007    | Spacewatch             |
| 355345 - | 2007 TF130               | 13 settembre 2007 | Mt. Lemmon Survey      |
| 355346 - | 2007 TK136               | 8 ottobre 2007    | Mt. Lemmon Survey      |
| 355347 - | 2007 TU139               | 10 settembre 2007 | Mt. Lemmon Survey      |
| 355348 - | 2007 TC153               | 9 ottobre 2007    | LINEAR                 |
| 355349 - | 2007 TG157               | 9 ottobre 2007    | LINEAR                 |
| 355350 - | 2007 TM159               | 9 ottobre 2007    | LINEAR                 |
| 355351 - | 2007 TP168               | 12 ottobre 2007   | LINEAR                 |
| 355352 - | 2007 TP172               | 15 gennaio 2004   | Spacewatch             |
| 355353 - | 2007 TS184               | 13 ottobre 2007   | Durig, D. T.           |
| 355354 - | 2007 TB198               | 8 ottobre 2007    | Spacewatch             |
| 355355 - | 2007 TQ198               | 8 ottobre 2007    | Spacewatch             |
| 355356 - | 2007 TB221               | 10 agosto 2007    | Spacewatch             |
| 355357 - | 2007 TN223               | 10 ottobre 2007   | CSS                    |
| 355358 - | 2007 TS244               | 8 ottobre 2007    | CSS                    |
| 355359 - | 2007 TH246               | 9 ottobre 2007    | CSS                    |
| 355360 - | 2007 TB253               | 8 ottobre 2007    | Mt. Lemmon Survey      |
| 355361 - | 2007 TR253               | 8 ottobre 2007    | Mt. Lemmon Survey      |
| 355362 - | 2007 TF254               | 8 ottobre 2007    | Mt. Lemmon Survey      |
| 355363 - | 2007 TP261               | 10 ottobre 2007   | Spacewatch             |
| 355364 - | 2007 TM262               | 15 settembre 2007 | Mt. Lemmon Survey      |
| 355365 - | 2007 TF266               | 12 ottobre 2007   | Spacewatch             |
| 355366 - | 2007 TO272               | 9 ottobre 2007    | Spacewatch             |
| 355367 - | 2007 TA276               | 11 ottobre 2007   | Mt. Lemmon Survey      |
| 355368 - | 2007 TU287               | 21 agosto 2007    | Siding Spring Survey   |
| 355369 - | 2007 TP310               | 11 ottobre 2007   | Spacewatch             |
| 355370 - | 2007 TO314               | 11 ottobre 2007   | Mt. Lemmon Survey      |
| 355371 - | 2007 TE330               | 11 ottobre 2007   | Spacewatch             |
| 355372 - | 2007 TD331               | 11 ottobre 2007   | Spacewatch             |
| 355373 - | 2007 TE332               | 12 settembre 2007 | Mt. Lemmon Survey      |
| 355374 - | 2007 TK332               | 11 ottobre 2007   | Spacewatch             |
| 355375 - | 2007 TL350               | 14 ottobre 2007   | Mt. Lemmon Survey      |
| 355376 - | 2007 TW353               | 9 ottobre 2007    | PMO NEO Survey Program |
| 355377 - | 2007 TW355               | 12 settembre 2007 | CSS                    |
| 355378 - | 2007 TJ366               | 9 ottobre 2007    | Spacewatch             |
| 355379 - | 2007 TS376               | 10 ottobre 2007   | CSS                    |
| 355380 - | 2007 TT394               | 15 ottobre 2007   | Spacewatch             |
| 355381 - | 2007 TQ409               | 15 ottobre 2007   | Mt. Lemmon Survey      |
| 355382 - | 2007 TO411               | 13 ottobre 2007   | LONEOS                 |
| 355383 - | 2007 TM412               | 12 settembre 2007 | CSS                    |
| 355384 - | 2007 TP422               | 9 ottobre 2007    | Spacewatch             |
| 355385 - | 2007 TQ423               | 6 ottobre 2007    | Spacewatch             |
| 355386 - | 2007 TB426               | 9 ottobre 2007    | Spacewatch             |
| 355387 - | 2007 TG437               | 4 ottobre 2007    | Mt. Lemmon Survey      |
| 355388 - | 2007 TU437               | 8 ottobre 2007    | CSS                    |
| 355389 - | 2007 TZ439               | 9 febbraio 2005   | Mt. Lemmon Survey      |
| 355390 - | 2007 TL441               | 12 ottobre 2007   | Mt. Lemmon Survey      |
| 355391 - | 2007 TA442               | 10 ottobre 2007   | CSS                    |
| 355392 - | 2007 TR442               | 9 ottobre 2007    | CSS                    |
| 355393 - | 2007 TC451               | 14 ottobre 2007   | Mt. Lemmon Survey      |
| 355394 - | 2007 UX                  | 16 ottobre 2007   | Yeung, W. K. Y.        |
| 355395 - | 2007 UE7                 | 13 settembre 2007 | CSS                    |
| 355396 - | 2007 UM9                 | 17 ottobre 2007   | LONEOS                 |
| 355397 - | 2007 UK14                | 16 ottobre 2007   | CSS                    |
| 355398 - | 2007 UO17                | 18 ottobre 2007   | Mt. Lemmon Survey      |
| 355399 - | 2007 UH34                | 17 ottobre 2007   | CSS                    |
| 355400 - | 2007 US43                | 18 ottobre 2007   | Spacewatch             |

## 355401-355500
| Nome     | Designazione provvisoria | Data di scoperta  | Scopritore                    |
| -------- | ------------------------ | ----------------- | ----------------------------- |
| 355401 - | 2007 UX46                | 20 ottobre 2007   | CSS                           |
| 355402 - | 2007 UP52                | 24 ottobre 2007   | Mt. Lemmon Survey             |
| 355403 - | 2007 UJ55                | 30 ottobre 2007   | Spacewatch                    |
| 355404 - | 2007 UJ61                | 30 ottobre 2007   | Mt. Lemmon Survey             |
| 355405 - | 2007 UC67                | 30 ottobre 2007   | Spacewatch                    |
| 355406 - | 2007 UU76                | 31 ottobre 2007   | Mt. Lemmon Survey             |
| 355407 - | 2007 UE78                | 10 ottobre 2007   | Spacewatch                    |
| 355408 - | 2007 UK78                | 30 ottobre 2007   | CSS                           |
| 355409 - | 2007 UG87                | 30 ottobre 2007   | Spacewatch                    |
| 355410 - | 2007 UX87                | 30 ottobre 2007   | Spacewatch                    |
| 355411 - | 2007 UB94                | 10 ottobre 2007   | Spacewatch                    |
| 355412 - | 2007 UR105               | 30 ottobre 2007   | Spacewatch                    |
| 355413 - | 2007 UE108               | 11 ottobre 2007   | Spacewatch                    |
| 355414 - | 2007 UW114               | 31 ottobre 2007   | Spacewatch                    |
| 355415 - | 2007 UC116               | 31 ottobre 2007   | Spacewatch                    |
| 355416 - | 2007 UE116               | 20 ottobre 2007   | Mt. Lemmon Survey             |
| 355417 - | 2007 UB122               | 30 ottobre 2007   | Spacewatch                    |
| 355418 - | 2007 UV126               | 20 ottobre 2007   | CSS                           |
| 355419 - | 2007 UF127               | 30 ottobre 2007   | Spacewatch                    |
| 355420 - | 2007 UJ127               | 30 ottobre 2007   | Spacewatch                    |
| 355421 - | 2007 UC128               | 17 ottobre 2007   | Mt. Lemmon Survey             |
| 355422 - | 2007 UO138               | 20 ottobre 2007   | Mt. Lemmon Survey             |
| 355423 - | 2007 VH2                 | 2 novembre 2007   | LINEAR                        |
| 355424 - | 2007 VR2                 | 3 novembre 2007   | Pizzetti, G., Soffiantini, A. |
| 355425 - | 2007 VM9                 | 2 novembre 2007   | LINEAR                        |
| 355426 - | 2007 VP9                 | 3 novembre 2007   | Spacewatch                    |
| 355427 - | 2007 VQ22                | 2 novembre 2007   | Mt. Lemmon Survey             |
| 355428 - | 2007 VQ25                | 1º novembre 2007  | Spacewatch                    |
| 355429 - | 2007 VC37                | 2 novembre 2007   | CSS                           |
| 355430 - | 2007 VY40                | 16 dicembre 1999  | Spacewatch                    |
| 355431 - | 2007 VS42                | 3 novembre 2007   | Mt. Lemmon Survey             |
| 355432 - | 2007 VQ45                | 1º novembre 2007  | Spacewatch                    |
| 355433 - | 2007 VY56                | 20 ottobre 2007   | Mt. Lemmon Survey             |
| 355434 - | 2007 VR57                | 1º novembre 2007  | Spacewatch                    |
| 355435 - | 2007 VD60                | 2 novembre 2007   | CSS                           |
| 355436 - | 2007 VR62                | 1º novembre 2007  | Spacewatch                    |
| 355437 - | 2007 VA63                | 1º novembre 2007  | Spacewatch                    |
| 355438 - | 2007 VK65                | 1º novembre 2007  | Spacewatch                    |
| 355439 - | 2007 VR66                | 2 novembre 2007   | Spacewatch                    |
| 355440 - | 2007 VK67                | 3 novembre 2007   | Spacewatch                    |
| 355441 - | 2007 VV72                | 1º novembre 2007  | Spacewatch                    |
| 355442 - | 2007 VM80                | 3 novembre 2007   | Spacewatch                    |
| 355443 - | 2007 VS86                | 2 novembre 2007   | LINEAR                        |
| 355444 - | 2007 VU98                | 2 novembre 2007   | Spacewatch                    |
| 355445 - | 2007 VX110               | 14 settembre 2007 | Mt. Lemmon Survey             |
| 355446 - | 2007 VZ127               | 1º novembre 2007  | Mt. Lemmon Survey             |
| 355447 - | 2007 VH133               | 8 ottobre 2007    | Mt. Lemmon Survey             |
| 355448 - | 2007 VQ135               | 3 novembre 2007   | Mt. Lemmon Survey             |
| 355449 - | 2007 VH148               | 4 novembre 2007   | Spacewatch                    |
| 355450 - | 2007 VO153               | 4 novembre 2007   | Spacewatch                    |
| 355451 - | 2007 VT154               | 5 novembre 2007   | Spacewatch                    |
| 355452 - | 2007 VM191               | 4 novembre 2007   | CSS                           |
| 355453 - | 2007 VL207               | 11 novembre 2007  | CSS                           |
| 355454 - | 2007 VJ209               | 7 novembre 2007   | Spacewatch                    |
| 355455 - | 2007 VC212               | 9 novembre 2007   | Spacewatch                    |
| 355456 - | 2007 VD221               | 12 novembre 2007  | Mt. Lemmon Survey             |
| 355457 - | 2007 VB228               | 2 novembre 2007   | LINEAR                        |
| 355458 - | 2007 VG228               | 12 ottobre 2007   | Mt. Lemmon Survey             |
| 355459 - | 2007 VU230               | 7 novembre 2007   | Spacewatch                    |
| 355460 - | 2007 VD234               | 9 novembre 2007   | Spacewatch                    |
| 355461 - | 2007 VH235               | 9 novembre 2007   | Spacewatch                    |
| 355462 - | 2007 VB239               | 13 novembre 2007  | Spacewatch                    |
| 355463 - | 2007 VB255               | 11 novembre 2007  | Mt. Lemmon Survey             |
| 355464 - | 2007 VK265               | 2 novembre 2007   | Spacewatch                    |
| 355465 - | 2007 VA274               | 20 settembre 2007 | CSS                           |
| 355466 - | 2007 VS283               | 14 novembre 2007  | Spacewatch                    |
| 355467 - | 2007 VZ297               | 19 ottobre 2007   | LINEAR                        |
| 355468 - | 2007 VE298               | 12 ottobre 2007   | Mt. Lemmon Survey             |
| 355469 - | 2007 VY301               | 2 novembre 2007   | CSS                           |
| 355470 - | 2007 VA303               | 3 novembre 2007   | CSS                           |
| 355471 - | 2007 VZ305               | 7 novembre 2007   | Mt. Lemmon Survey             |
| 355472 - | 2007 VF307               | 2 novembre 2007   | Spacewatch                    |
| 355473 - | 2007 VR309               | 2 novembre 2007   | Spacewatch                    |
| 355474 - | 2007 VM311               | 9 novembre 2007   | Spacewatch                    |
| 355475 - | 2007 VU312               | 3 novembre 2007   | Mt. Lemmon Survey             |
| 355476 - | 2007 VG314               | 2 ottobre 2003    | Spacewatch                    |
| 355477 - | 2007 VU318               | 10 settembre 2007 | Mt. Lemmon Survey             |
| 355478 - | 2007 VZ320               | 29 novembre 2003  | Spacewatch                    |
| 355479 - | 2007 VG332               | 7 novembre 2007   | Spacewatch                    |
| 355480 - | 2007 VJ332               | 7 novembre 2007   | Mt. Lemmon Survey             |
| 355481 - | 2007 VD335               | 14 novembre 2007  | Spacewatch                    |
| 355482 - | 2007 WS5                 | 17 novembre 2007  | LINEAR                        |
| 355483 - | 2007 WB27                | 13 agosto 2002    | NEAT                          |
| 355484 - | 2007 WN27                | 18 novembre 2007  | Mt. Lemmon Survey             |
| 355485 - | 2007 WC28                | 7 novembre 2007   | Spacewatch                    |
| 355486 - | 2007 WK34                | 4 novembre 2007   | Spacewatch                    |
| 355487 - | 2007 WG40                | 18 novembre 2007  | CSS                           |
| 355488 - | 2007 WZ58                | 21 novembre 2007  | Mt. Lemmon Survey             |
| 355489 - | 2007 WK61                | 17 novembre 2007  | LINEAR                        |
| 355490 - | 2007 WV62                | 19 novembre 2007  | Spacewatch                    |
| 355491 - | 2007 XV2                 | 3 dicembre 2007   | Spacewatch                    |
| 355492 - | 2007 XP4                 | 13 ottobre 2007   | LINEAR                        |
| 355493 - | 2007 XD15                | 5 dicembre 2007   | BATTeRS                       |
| 355494 - | 2007 XN19                | 8 novembre 2007   | LINEAR                        |
| 355495 - | 2007 XP20                | 12 dicembre 2007  | OAM                           |
| 355496 - | 2007 XB30                | 27 gennaio 2004   | LONEOS                        |
| 355497 - | 2007 XQ31                | 15 dicembre 2007  | Sheridan, E.                  |
| 355498 - | 2007 XW34                | 13 dicembre 2007  | LINEAR                        |
| 355499 - | 2007 XL40                | 12 novembre 2007  | Mt. Lemmon Survey             |
| 355500 - | 2007 XD59                | 15 dicembre 2007  | LINEAR                        |

## 355501-355600
| Nome     | Designazione provvisoria | Data di scoperta  | Scopritore               |
| -------- | ------------------------ | ----------------- | ------------------------ |
| 355501 - | 2007 YB3                 | 18 dicembre 2007  | Bickel, W.               |
| 355502 - | 2007 YK10                | 16 dicembre 2007  | Mt. Lemmon Survey        |
| 355503 - | 2007 YP10                | 16 dicembre 2007  | Mt. Lemmon Survey        |
| 355504 - | 2007 YS27                | 18 dicembre 2007  | Spacewatch               |
| 355505 - | 2007 YL45                | 30 dicembre 2007  | Mt. Lemmon Survey        |
| 355506 - | 2007 YN46                | 30 dicembre 2007  | Mt. Lemmon Survey        |
| 355507 - | 2007 YX49                | 28 dicembre 2007  | Spacewatch               |
| 355508 - | 2007 YU50                | 28 dicembre 2007  | Spacewatch               |
| 355509 - | 2007 YB52                | 30 dicembre 2007  | Spacewatch               |
| 355510 - | 2007 YO57                | 28 dicembre 2007  | Spacewatch               |
| 355511 - | 2007 YR62                | 30 dicembre 2007  | Mt. Lemmon Survey        |
| 355512 - | 2007 YP63                | 31 dicembre 2007  | Spacewatch               |
| 355513 - | 2007 YX63                | 31 dicembre 2007  | Mt. Lemmon Survey        |
| 355514 - | 2007 YO65                | 30 dicembre 2007  | Mt. Lemmon Survey        |
| 355515 - | 2007 YU68                | 16 dicembre 2007  | Mt. Lemmon Survey        |
| 355516 - | 2008 AV21                | 10 gennaio 2008   | Mt. Lemmon Survey        |
| 355517 - | 2008 AC26                | 10 gennaio 2008   | Mt. Lemmon Survey        |
| 355518 - | 2008 AR27                | 10 gennaio 2008   | Mt. Lemmon Survey        |
| 355519 - | 2008 AE38                | 10 gennaio 2008   | Mt. Lemmon Survey        |
| 355520 - | 2008 AO46                | 13 novembre 2007  | Spacewatch               |
| 355521 - | 2008 AV47                | 11 gennaio 2008   | Spacewatch               |
| 355522 - | 2008 AX47                | 5 novembre 2007   | Mt. Lemmon Survey        |
| 355523 - | 2008 AZ53                | 31 dicembre 2007  | Mt. Lemmon Survey        |
| 355524 - | 2008 AW59                | 11 gennaio 2008   | Spacewatch               |
| 355525 - | 2008 AK64                | 11 gennaio 2008   | Mt. Lemmon Survey        |
| 355526 - | 2008 AK75                | 11 gennaio 2008   | Mt. Lemmon Survey        |
| 355527 - | 2008 AE80                | 12 gennaio 2008   | Spacewatch               |
| 355528 - | 2008 AN84                | 15 gennaio 2008   | Spacewatch               |
| 355529 - | 2008 AZ84                | 13 gennaio 2008   | Spacewatch               |
| 355530 - | 2008 AX85                | 13 gennaio 2008   | Spacewatch               |
| 355531 - | 2008 AM93                | 31 dicembre 2007  | Spacewatch               |
| 355532 - | 2008 AN96                | 14 gennaio 2008   | Spacewatch               |
| 355533 - | 2008 AO100               | 14 gennaio 2008   | Spacewatch               |
| 355534 - | 2008 AG106               | 15 gennaio 2008   | Mt. Lemmon Survey        |
| 355535 - | 2008 AS107               | 8 novembre 2007   | Mt. Lemmon Survey        |
| 355536 - | 2008 AS108               | 17 giugno 2005    | Mt. Lemmon Survey        |
| 355537 - | 2008 AW116               | 15 gennaio 2008   | Mt. Lemmon Survey        |
| 355538 - | 2008 AY135               | 11 gennaio 2008   | CSS                      |
| 355539 - | 2008 AM136               | 12 gennaio 2008   | Mt. Lemmon Survey        |
| 355540 - | 2008 AC137               | 15 gennaio 2008   | LINEAR                   |
| 355541 - | 2008 BS4                 | 16 gennaio 2008   | Spacewatch               |
| 355542 - | 2008 BX10                | 18 gennaio 2008   | Spacewatch               |
| 355543 - | 2008 BP13                | 19 gennaio 2008   | Mt. Lemmon Survey        |
| 355544 - | 2008 BK19                | 11 novembre 2007  | Mt. Lemmon Survey        |
| 355545 - | 2008 BK21                | 30 gennaio 2008   | Mt. Lemmon Survey        |
| 355546 - | 2008 BO21                | 30 gennaio 2008   | Mt. Lemmon Survey        |
| 355547 - | 2008 BD22                | 31 gennaio 2008   | Mt. Lemmon Survey        |
| 355548 - | 2008 BS24                | 31 gennaio 2008   | OAM                      |
| 355549 - | 2008 BZ48                | 30 gennaio 2008   | Mt. Lemmon Survey        |
| 355550 - | 2008 BQ53                | 30 gennaio 2008   | Mt. Lemmon Survey        |
| 355551 - | 2008 BW53                | 30 gennaio 2008   | Mt. Lemmon Survey        |
| 355552 - | 2008 BC54                | 31 gennaio 2008   | Mt. Lemmon Survey        |
| 355553 - | 2008 CQ2                 | 1º febbraio 2008  | Spacewatch               |
| 355554 - | 2008 CH10                | 2 febbraio 2008   | Spacewatch               |
| 355555 - | 2008 CY10                | 3 febbraio 2008   | Spacewatch               |
| 355556 - | 2008 CX11                | 3 febbraio 2008   | Spacewatch               |
| 355557 - | 2008 CH16                | 3 febbraio 2008   | Spacewatch               |
| 355558 - | 2008 CB18                | 3 febbraio 2008   | Spacewatch               |
| 355559 - | 2008 CN20                | 6 febbraio 2008   | Healy, D.                |
| 355560 - | 2008 CU22                | 13 gennaio 2008   | Spacewatch               |
| 355561 - | 2008 CX27                | 2 febbraio 2008   | Spacewatch               |
| 355562 - | 2008 CA33                | 2 febbraio 2008   | Spacewatch               |
| 355563 - | 2008 CE37                | 14 dicembre 2007  | Mt. Lemmon Survey        |
| 355564 - | 2008 CN41                | 2 febbraio 2008   | Spacewatch               |
| 355565 - | 2008 CL46                | 7 febbraio 2002   | Spacewatch               |
| 355566 - | 2008 CM46                | 2 febbraio 2008   | Spacewatch               |
| 355567 - | 2008 CM59                | 7 febbraio 2008   | Mt. Lemmon Survey        |
| 355568 - | 2008 CW61                | 25 novembre 2006  | Spacewatch               |
| 355569 - | 2008 CY62                | 8 febbraio 2008   | Mt. Lemmon Survey        |
| 355570 - | 2008 CW67                | 8 febbraio 2008   | Mt. Lemmon Survey        |
| 355571 - | 2008 CA76                | 3 febbraio 2008   | Spacewatch               |
| 355572 - | 2008 CQ76                | 6 febbraio 2008   | CSS                      |
| 355573 - | 2008 CG82                | 12 settembre 2005 | Spacewatch               |
| 355574 - | 2008 CR83                | 7 febbraio 2008   | Spacewatch               |
| 355575 - | 2008 CT84                | 2 febbraio 2008   | Spacewatch               |
| 355576 - | 2008 CQ85                | 7 febbraio 2008   | Mt. Lemmon Survey        |
| 355577 - | 2008 CW93                | 8 febbraio 2008   | Mt. Lemmon Survey        |
| 355578 - | 2008 CN98                | 9 febbraio 2008   | Spacewatch               |
| 355579 - | 2008 CV98                | 9 febbraio 2008   | Spacewatch               |
| 355580 - | 2008 CY99                | 9 febbraio 2008   | Spacewatch               |
| 355581 - | 2008 CK103               | 9 febbraio 2008   | Spacewatch               |
| 355582 - | 2008 CC111               | 10 febbraio 2008  | Spacewatch               |
| 355583 - | 2008 CL113               | 10 febbraio 2008  | Spacewatch               |
| 355584 - | 2008 CV115               | 1º aprile 2003    | Sloan Digital Sky Survey |
| 355585 - | 2008 CE125               | 8 febbraio 2008   | Spacewatch               |
| 355586 - | 2008 CR127               | 30 agosto 2005    | Spacewatch               |
| 355587 - | 2008 CE128               | 5 ottobre 2005    | Spacewatch               |
| 355588 - | 2008 CL133               | 8 febbraio 2008   | Spacewatch               |
| 355589 - | 2008 CY135               | 8 febbraio 2008   | Spacewatch               |
| 355590 - | 2008 CK140               | 30 gennaio 2008   | Mt. Lemmon Survey        |
| 355591 - | 2008 CV142               | 8 febbraio 2008   | Spacewatch               |
| 355592 - | 2008 CH147               | 9 febbraio 2008   | Spacewatch               |
| 355593 - | 2008 CU153               | 9 febbraio 2008   | Spacewatch               |
| 355594 - | 2008 CF168               | 11 settembre 2005 | Spacewatch               |
| 355595 - | 2008 CO179               | 6 febbraio 2008   | PMO NEO Survey Program   |
| 355596 - | 2008 CF182               | 11 febbraio 2008  | Mt. Lemmon Survey        |
| 355597 - | 2008 CN185               | 6 febbraio 2008   | CSS                      |
| 355598 - | 2008 CO195               | 2 febbraio 2008   | Spacewatch               |
| 355599 - | 2008 CF196               | 12 febbraio 2008  | Mt. Lemmon Survey        |
| 355600 - | 2008 CF199               | 13 febbraio 2008  | Spacewatch               |

## 355601-355700
| Nome         | Designazione provvisoria | Data di scoperta | Scopritore             |
| ------------ | ------------------------ | ---------------- | ---------------------- |
| 355601 -     | 2008 CW202               | 8 febbraio 2008  | Spacewatch             |
| 355602 -     | 2008 CL213               | 9 febbraio 2008  | Mt. Lemmon Survey      |
| 355603 -     | 2008 CH215               | 13 febbraio 2008 | LINEAR                 |
| 355604 -     | 2008 DO9                 | 25 febbraio 2008 | Spacewatch             |
| 355605 -     | 2008 DG13                | 26 febbraio 2008 | Spacewatch             |
| 355606 -     | 2008 DU13                | 22 gennaio 2002  | Spacewatch             |
| 355607 -     | 2008 DV24                | 19 novembre 2007 | Spacewatch             |
| 355608 -     | 2008 DX25                | 29 febbraio 2008 | PMO NEO Survey Program |
| 355609 -     | 2008 DC27                | 29 febbraio 2008 | Mt. Lemmon Survey      |
| 355610 -     | 2008 DF27                | 27 febbraio 2008 | Mt. Lemmon Survey      |
| 355611 -     | 2008 DT32                | 27 febbraio 2008 | Spacewatch             |
| 355612 -     | 2008 DD33                | 27 febbraio 2008 | Spacewatch             |
| 355613 -     | 2008 DO33                | 20 novembre 2007 | Mt. Lemmon Survey      |
| 355614 -     | 2008 DN34                | 27 febbraio 2008 | CSS                    |
| 355615 -     | 2008 DW35                | 27 febbraio 2008 | Mt. Lemmon Survey      |
| 355616 -     | 2008 DT36                | 27 febbraio 2008 | Mt. Lemmon Survey      |
| 355617 -     | 2008 DH37                | 27 febbraio 2008 | Mt. Lemmon Survey      |
| 355618 -     | 2008 DZ38                | 27 febbraio 2008 | Mt. Lemmon Survey      |
| 355619 -     | 2008 DV45                | 18 febbraio 2008 | Mt. Lemmon Survey      |
| 355620 -     | 2008 DA48                | 28 febbraio 2008 | Mt. Lemmon Survey      |
| 355621 -     | 2008 DS54                | 28 febbraio 2008 | CSS                    |
| 355622 -     | 2008 DW59                | 27 febbraio 2008 | Spacewatch             |
| 355623 -     | 2008 DS66                | 29 febbraio 2008 | CSS                    |
| 355624 -     | 2008 DW67                | 29 febbraio 2008 | Spacewatch             |
| 355625 -     | 2008 DG68                | 1º dicembre 2006 | Mt. Lemmon Survey      |
| 355626 -     | 2008 DL72                | 26 febbraio 2008 | Mt. Lemmon Survey      |
| 355627 -     | 2008 DU83                | 18 febbraio 2008 | Mt. Lemmon Survey      |
| 355628 -     | 2008 DO85                | 28 febbraio 2008 | Spacewatch             |
| 355629 -     | 2008 DZ88                | 28 febbraio 2008 | Spacewatch             |
| 355630 -     | 2008 EB                  | 1º marzo 2008    | Ferrando, R.           |
| 355631 -     | 2008 EX                  | 3 febbraio 2008  | Mt. Lemmon Survey      |
| 355632 -     | 2008 ES8                 | 6 marzo 2008     | Ferrando, R.           |
| 355633 -     | 2008 EM15                | 1º marzo 2008    | Spacewatch             |
| 355634 -     | 2008 EV17                | 1º marzo 2008    | Spacewatch             |
| 355635 -     | 2008 EM23                | 3 marzo 2008     | CSS                    |
| 355636 -     | 2008 EM25                | 3 marzo 2008     | PMO NEO Survey Program |
| 355637 -     | 2008 EX26                | 4 marzo 2008     | CSS                    |
| 355638 -     | 2008 ES29                | 4 marzo 2008     | Mt. Lemmon Survey      |
| 355639 -     | 2008 EM35                | 2 marzo 2008     | Mt. Lemmon Survey      |
| 355640 -     | 2008 EB40                | 4 marzo 2008     | Spacewatch             |
| 355641 -     | 2008 EZ42                | 4 marzo 2008     | Mt. Lemmon Survey      |
| 355642 -     | 2008 EP43                | 5 marzo 2008     | Mt. Lemmon Survey      |
| 355643 -     | 2008 EH44                | 5 marzo 2008     | Spacewatch             |
| 355644 -     | 2008 EU46                | 5 marzo 2008     | Mt. Lemmon Survey      |
| 355645 -     | 2008 EO49                | 27 febbraio 2008 | Mt. Lemmon Survey      |
| 355646 -     | 2008 EF56                | 7 marzo 2008     | Mt. Lemmon Survey      |
| 355647 -     | 2008 EO57                | 17 marzo 1996    | Spacewatch             |
| 355648 -     | 2008 EA60                | 8 marzo 2008     | CSS                    |
| 355649 -     | 2008 EH60                | 8 marzo 2008     | CSS                    |
| 355650 -     | 2008 EX63                | 9 marzo 2008     | Spacewatch             |
| 355651 -     | 2008 EH66                | 9 marzo 2008     | Mt. Lemmon Survey      |
| 355652 -     | 2008 EW67                | 9 marzo 2008     | Mt. Lemmon Survey      |
| 355653 -     | 2008 EW68                | 11 marzo 2008    | CSS                    |
| 355654 -     | 2008 EN78                | 7 marzo 2008     | Spacewatch             |
| 355655 -     | 2008 EL84                | 5 marzo 2008     | Mt. Lemmon Survey      |
| 355656 -     | 2008 EB86                | 7 marzo 2008     | CSS                    |
| 355657 Poppy | 2008 EA89                | 1º aprile 2003   | Wasserman, L. H.       |
| 355658 -     | 2008 ES89                | 10 marzo 2008    | LINEAR                 |
| 355659 -     | 2008 EY99                | 6 marzo 2008     | CSS                    |
| 355660 -     | 2008 EB110               | 7 marzo 2008     | Spacewatch             |
| 355661 -     | 2008 EK111               | 8 marzo 2008     | Spacewatch             |
| 355662 -     | 2008 EC114               | 8 marzo 2008     | Spacewatch             |
| 355663 -     | 2008 EE114               | 8 marzo 2008     | Spacewatch             |
| 355664 -     | 2008 EB118               | 9 marzo 2008     | Mt. Lemmon Survey      |
| 355665 -     | 2008 EH122               | 9 marzo 2008     | Spacewatch             |
| 355666 -     | 2008 ET122               | 9 marzo 2008     | Spacewatch             |
| 355667 -     | 2008 EK127               | 10 marzo 2008    | Spacewatch             |
| 355668 -     | 2008 EM129               | 11 marzo 2008    | Spacewatch             |
| 355669 -     | 2008 EN130               | 11 marzo 2008    | Spacewatch             |
| 355670 -     | 2008 ET131               | 11 marzo 2008    | Spacewatch             |
| 355671 -     | 2008 EK132               | 11 marzo 2008    | CSS                    |
| 355672 -     | 2008 EJ137               | 11 marzo 2008    | Spacewatch             |
| 355673 -     | 2008 EB139               | 11 marzo 2008    | Spacewatch             |
| 355674 -     | 2008 EB150               | 6 marzo 2008     | Mt. Lemmon Survey      |
| 355675 -     | 2008 EY153               | 15 marzo 2008    | Spacewatch             |
| 355676 -     | 2008 EA158               | 1º marzo 2008    | Spacewatch             |
| 355677 -     | 2008 EJ161               | 8 marzo 2008     | Spacewatch             |
| 355678 -     | 2008 EV163               | 2 marzo 2008     | CSS                    |
| 355679 -     | 2008 EW165               | 4 marzo 2008     | Mt. Lemmon Survey      |
| 355680 -     | 2008 EE169               | 15 marzo 2008    | Mt. Lemmon Survey      |
| 355681 -     | 2008 FS2                 | 25 marzo 2008    | Spacewatch             |
| 355682 -     | 2008 FG4                 | 25 marzo 2008    | Spacewatch             |
| 355683 -     | 2008 FE7                 | 28 marzo 2008    | Andrushivka            |
| 355684 -     | 2008 FE10                | 26 marzo 2008    | Spacewatch             |
| 355685 -     | 2008 FG11                | 26 marzo 2008    | Mt. Lemmon Survey      |
| 355686 -     | 2008 FH12                | 26 marzo 2008    | Mt. Lemmon Survey      |
| 355687 -     | 2008 FB16                | 27 marzo 2008    | Spacewatch             |
| 355688 -     | 2008 FV17                | 7 febbraio 2008  | Spacewatch             |
| 355689 -     | 2008 FN19                | 27 marzo 2008    | Mt. Lemmon Survey      |
| 355690 -     | 2008 FR21                | 27 marzo 2008    | Spacewatch             |
| 355691 -     | 2008 FT26                | 27 marzo 2008    | Spacewatch             |
| 355692 -     | 2008 FU27                | 27 marzo 2008    | Spacewatch             |
| 355693 -     | 2008 FM31                | 28 marzo 2008    | Mt. Lemmon Survey      |
| 355694 -     | 2008 FD34                | 28 marzo 2008    | Mt. Lemmon Survey      |
| 355695 -     | 2008 FK41                | 28 marzo 2008    | Spacewatch             |
| 355696 -     | 2008 FP41                | 28 marzo 2008    | Mt. Lemmon Survey      |
| 355697 -     | 2008 FC42                | 28 marzo 2008    | Mt. Lemmon Survey      |
| 355698 -     | 2008 FJ44                | 1º marzo 2008    | Spacewatch             |
| 355699 -     | 2008 FX46                | 28 marzo 2008    | Mt. Lemmon Survey      |
| 355700 -     | 2008 FW50                | 28 marzo 2008    | Mt. Lemmon Survey      |

## 355701-355800
| Nome               | Designazione provvisoria | Data di scoperta  | Scopritore               |
| ------------------ | ------------------------ | ----------------- | ------------------------ |
| 355701 -           | 2008 FE58                | 28 marzo 2008     | Mt. Lemmon Survey        |
| 355702 -           | 2008 FG59                | 29 marzo 2008     | Mt. Lemmon Survey        |
| 355703 -           | 2008 FJ63                | 27 marzo 2008     | Spacewatch               |
| 355704 Wangyinglai | 2008 FW75                | 3 marzo 2008      | PMO NEO Survey Program   |
| 355705 -           | 2008 FC88                | 28 marzo 2008     | Mt. Lemmon Survey        |
| 355706 -           | 2008 FM88                | 28 marzo 2008     | Mt. Lemmon Survey        |
| 355707 -           | 2008 FC89                | 28 marzo 2008     | Mt. Lemmon Survey        |
| 355708 -           | 2008 FW93                | 29 marzo 2008     | Spacewatch               |
| 355709 -           | 2008 FH104               | 30 marzo 2008     | Spacewatch               |
| 355710 -           | 2008 FA108               | 31 marzo 2008     | Spacewatch               |
| 355711 -           | 2008 FD122               | 31 marzo 2008     | Mt. Lemmon Survey        |
| 355712 -           | 2008 FL125               | 31 marzo 2008     | Spacewatch               |
| 355713 -           | 2008 FY125               | 31 marzo 2008     | CSS                      |
| 355714 -           | 2008 FT127               | 26 marzo 2008     | Spacewatch               |
| 355715 -           | 2008 FJ128               | 28 marzo 2008     | Spacewatch               |
| 355716 -           | 2008 FQ130               | 30 marzo 2008     | CSS                      |
| 355717 -           | 2008 FJ135               | 28 febbraio 2008  | Spacewatch               |
| 355718 -           | 2008 FY135               | 31 marzo 2008     | CSS                      |
| 355719 -           | 2008 FK136               | 27 marzo 2008     | Spacewatch               |
| 355720 -           | 2008 GG5                 | 1º aprile 2008    | Spacewatch               |
| 355721 -           | 2008 GT12                | 1º settembre 2005 | Spacewatch               |
| 355722 -           | 2008 GN23                | 1º aprile 2008    | Mt. Lemmon Survey        |
| 355723 -           | 2008 GN31                | 3 aprile 2008     | Spacewatch               |
| 355724 -           | 2008 GX31                | 3 aprile 2008     | Spacewatch               |
| 355725 -           | 2008 GG35                | 3 aprile 2008     | Spacewatch               |
| 355726 -           | 2008 GX52                | 5 aprile 2008     | Mt. Lemmon Survey        |
| 355727 -           | 2008 GP60                | 5 aprile 2008     | CSS                      |
| 355728 -           | 2008 GT69                | 6 aprile 2008     | Mt. Lemmon Survey        |
| 355729 -           | 2008 GX89                | 6 aprile 2008     | Mt. Lemmon Survey        |
| 355730 -           | 2008 GK96                | 8 aprile 2008     | Spacewatch               |
| 355731 -           | 2008 GR110               | 3 aprile 2008     | CSS                      |
| 355732 -           | 2008 GC111               | 3 aprile 2008     | CSS                      |
| 355733 -           | 2008 GA112               | 1º aprile 2008    | CSS                      |
| 355734 -           | 2008 GF114               | 12 febbraio 2008  | Mt. Lemmon Survey        |
| 355735 -           | 2008 GQ120               | 12 aprile 2008    | CSS                      |
| 355736 -           | 2008 GC122               | 13 aprile 2008    | Spacewatch               |
| 355737 -           | 2008 GG143               | 29 marzo 2008     | CSS                      |
| 355738 -           | 2008 GN144               | 4 aprile 2008     | CSS                      |
| 355739 -           | 2008 HU                  | 24 aprile 2008    | Mt. Lemmon Survey        |
| 355740 -           | 2008 HV3                 | 28 aprile 2008    | OAM                      |
| 355741 -           | 2008 HX7                 | 24 aprile 2008    | Spacewatch               |
| 355742 -           | 2008 HA9                 | 24 aprile 2008    | Spacewatch               |
| 355743 -           | 2008 HK16                | 25 aprile 2008    | Spacewatch               |
| 355744 -           | 2008 HB23                | 27 aprile 2008    | Spacewatch               |
| 355745 -           | 2008 HS55                | 29 aprile 2008    | Spacewatch               |
| 355746 -           | 2008 HW62                | 7 settembre 2004  | Spacewatch               |
| 355747 -           | 2008 HJ63                | 29 aprile 2008    | Spacewatch               |
| 355748 -           | 2008 HT63                | 7 aprile 2008     | CSS                      |
| 355749 -           | 2008 HE67                | 26 aprile 2008    | Spacewatch               |
| 355750 -           | 2008 HS68                | 26 aprile 2008    | Spacewatch               |
| 355751 -           | 2008 JO22                | 6 maggio 2008     | Siding Spring Survey     |
| 355752 -           | 2008 JM35                | 4 maggio 2008     | Siding Spring Survey     |
| 355753 -           | 2008 PB18                | 13 agosto 2008    | Ferrando, R.             |
| 355754 -           | 2008 QZ15                | 21 agosto 2008    | Spacewatch               |
| 355755 -           | 2008 QS24                | 29 luglio 2008    | Spacewatch               |
| 355756 -           | 2008 QL37                | 21 agosto 2008    | Spacewatch               |
| 355757 -           | 2008 QR41                | 21 agosto 2008    | Spacewatch               |
| 355758 -           | 2008 QM42                | 24 agosto 2008    | Spacewatch               |
| 355759 -           | 2008 RE                  | 1º settembre 2008 | Hoenig, S. F., Teamo, N. |
| 355760 -           | 2008 RQ10                | 3 settembre 2008  | Spacewatch               |
| 355761 -           | 2008 RH11                | 3 settembre 2008  | Spacewatch               |
| 355762 -           | 2008 RQ21                | 4 settembre 2008  | Spacewatch               |
| 355763 -           | 2008 RS31                | 2 settembre 2008  | Spacewatch               |
| 355764 -           | 2008 RM33                | 2 settembre 2008  | Spacewatch               |
| 355765 -           | 2008 RK37                | 2 settembre 2008  | Spacewatch               |
| 355766 -           | 2008 RR38                | 2 settembre 2008  | Spacewatch               |
| 355767 -           | 2008 RK45                | 2 settembre 2008  | Spacewatch               |
| 355768 -           | 2008 RY57                | 3 settembre 2008  | Spacewatch               |
| 355769 -           | 2008 RP62                | 4 settembre 2008  | Spacewatch               |
| 355770 -           | 2008 RE80                | 11 settembre 2008 | Bickel, W.               |
| 355771 -           | 2008 RD112               | 4 settembre 2008  | Spacewatch               |
| 355772 -           | 2008 RQ117               | 9 settembre 2008  | Spacewatch               |
| 355773 -           | 2008 RR120               | 7 settembre 2008  | CSS                      |
| 355774 -           | 2008 RA122               | 3 settembre 2008  | Spacewatch               |
| 355775 -           | 2008 RK123               | 6 settembre 2008  | Spacewatch               |
| 355776 -           | 2008 RM123               | 20 febbraio 2002  | Spacewatch               |
| 355777 -           | 2008 RV123               | 6 settembre 2008  | Mt. Lemmon Survey        |
| 355778 -           | 2008 RA125               | 7 settembre 2008  | Mt. Lemmon Survey        |
| 355779 -           | 2008 RY125               | 9 settembre 2008  | Mt. Lemmon Survey        |
| 355780 -           | 2008 RR126               | 4 settembre 2008  | Spacewatch               |
| 355781 -           | 2008 RZ126               | 5 settembre 2008  | Spacewatch               |
| 355782 -           | 2008 RY127               | 6 settembre 2008  | Spacewatch               |
| 355783 -           | 2008 RZ137               | 5 settembre 2008  | Spacewatch               |
| 355784 -           | 2008 RY139               | 7 settembre 2008  | CSS                      |
| 355785 -           | 2008 SC25                | 19 settembre 2001 | LINEAR                   |
| 355786 -           | 2008 SV41                | 20 settembre 2008 | Mt. Lemmon Survey        |
| 355787 -           | 2008 SM43                | 20 settembre 2008 | Spacewatch               |
| 355788 -           | 2008 SX50                | 23 agosto 2008    | Spacewatch               |
| 355789 -           | 2008 SA57                | 20 settembre 2008 | Spacewatch               |
| 355790 -           | 2008 SZ65                | 21 settembre 2008 | Mt. Lemmon Survey        |
| 355791 -           | 2008 SW85                | 20 settembre 2008 | Spacewatch               |
| 355792 -           | 2008 SN88                | 20 settembre 2008 | Spacewatch               |
| 355793 -           | 2008 SZ93                | 21 settembre 2008 | Spacewatch               |
| 355794 -           | 2008 SU105               | 21 settembre 2008 | Spacewatch               |
| 355795 -           | 2008 SM112               | 22 settembre 2008 | Spacewatch               |
| 355796 -           | 2008 SM125               | 22 settembre 2008 | Mt. Lemmon Survey        |
| 355797 -           | 2008 ST141               | 24 settembre 2008 | CSS                      |
| 355798 -           | 2008 SH153               | 22 settembre 2008 | LINEAR                   |
| 355799 -           | 2008 SO159               | 24 settembre 2008 | LINEAR                   |
| 355800 -           | 2008 SA165               | 28 settembre 2008 | LINEAR                   |

## 355801-355900
| Nome     | Designazione provvisoria | Data di scoperta  | Scopritore        |
| -------- | ------------------------ | ----------------- | ----------------- |
| 355801 - | 2008 SY199               | 26 settembre 2008 | Spacewatch        |
| 355802 - | 2008 SA242               | 29 settembre 2008 | CSS               |
| 355803 - | 2008 SB244               | 24 settembre 2008 | Spacewatch        |
| 355804 - | 2008 SF253               | 21 settembre 2008 | Spacewatch        |
| 355805 - | 2008 SS253               | 22 settembre 2008 | Spacewatch        |
| 355806 - | 2008 SZ259               | 23 settembre 2008 | Spacewatch        |
| 355807 - | 2008 SF269               | 21 settembre 2008 | Spacewatch        |
| 355808 - | 2008 SK275               | 23 settembre 2008 | Spacewatch        |
| 355809 - | 2008 SK277               | 24 settembre 2008 | Mt. Lemmon Survey |
| 355810 - | 2008 SX279               | 4 aprile 2003     | Spacewatch        |
| 355811 - | 2008 SM284               | 24 settembre 2008 | Spacewatch        |
| 355812 - | 2008 TE22                | 1º ottobre 2008   | Mt. Lemmon Survey |
| 355813 - | 2008 TZ23                | 2 ottobre 2008    | Spacewatch        |
| 355814 - | 2008 TU37                | 1º ottobre 2008   | Mt. Lemmon Survey |
| 355815 - | 2008 TZ45                | 1º ottobre 2008   | Spacewatch        |
| 355816 - | 2008 TN58                | 2 ottobre 2008    | Spacewatch        |
| 355817 - | 2008 TU74                | 2 ottobre 2008    | Spacewatch        |
| 355818 - | 2008 TL76                | 2 ottobre 2008    | Mt. Lemmon Survey |
| 355819 - | 2008 TB83                | 3 ottobre 2008    | OAM               |
| 355820 - | 2008 TY96                | 6 ottobre 2008    | Spacewatch        |
| 355821 - | 2008 TK98                | 6 ottobre 2008    | Spacewatch        |
| 355822 - | 2008 TY106               | 3 settembre 2008  | Spacewatch        |
| 355823 - | 2008 TS110               | 6 ottobre 2008    | CSS               |
| 355824 - | 2008 TR115               | 6 ottobre 2008    | CSS               |
| 355825 - | 2008 TZ115               | 6 ottobre 2008    | Mt. Lemmon Survey |
| 355826 - | 2008 TJ127               | 8 ottobre 2008    | Mt. Lemmon Survey |
| 355827 - | 2008 TC157               | 10 ottobre 2008   | Spacewatch        |
| 355828 - | 2008 TZ162               | 1º ottobre 2008   | Spacewatch        |
| 355829 - | 2008 TH170               | 8 ottobre 2008    | Spacewatch        |
| 355830 - | 2008 TS174               | 21 marzo 2002     | Spacewatch        |
| 355831 - | 2008 TJ177               | 2 ottobre 2008    | CSS               |
| 355832 - | 2008 TX183               | 3 ottobre 2008    | LINEAR            |
| 355833 - | 2008 TL186               | 7 ottobre 2008    | CSS               |
| 355834 - | 2008 UY6                 | 25 ottobre 2008   | Tucker, R. A.     |
| 355835 - | 2008 UW9                 | 17 ottobre 2008   | Spacewatch        |
| 355836 - | 2008 UN15                | 21 settembre 2008 | Spacewatch        |
| 355837 - | 2008 UF33                | 20 ottobre 2008   | Spacewatch        |
| 355838 - | 2008 UQ42                | 20 ottobre 2008   | Spacewatch        |
| 355839 - | 2008 UX47                | 20 ottobre 2008   | Spacewatch        |
| 355840 - | 2008 UW51                | 20 ottobre 2008   | Spacewatch        |
| 355841 - | 2008 UW52                | 24 settembre 2008 | Mt. Lemmon Survey |
| 355842 - | 2008 UU55                | 21 ottobre 2008   | Spacewatch        |
| 355843 - | 2008 UD90                | 25 ottobre 2008   | Kugel, F.         |
| 355844 - | 2008 UJ91                | 27 ottobre 2008   | LINEAR            |
| 355845 - | 2008 US98                | 7 settembre 2008  | CSS               |
| 355846 - | 2008 UH103               | 23 settembre 2008 | Spacewatch        |
| 355847 - | 2008 UH104               | 20 ottobre 2008   | Mt. Lemmon Survey |
| 355848 - | 2008 UW108               | 21 ottobre 2008   | Spacewatch        |
| 355849 - | 2008 UM109               | 24 agosto 2008    | Spacewatch        |
| 355850 - | 2008 UR131               | 23 ottobre 2008   | Spacewatch        |
| 355851 - | 2008 UK151               | 23 ottobre 2008   | Spacewatch        |
| 355852 - | 2008 UB157               | 23 ottobre 2008   | Mt. Lemmon Survey |
| 355853 - | 2008 UH159               | 23 ottobre 2008   | Mt. Lemmon Survey |
| 355854 - | 2008 UM182               | 24 ottobre 2008   | Mt. Lemmon Survey |
| 355855 - | 2008 UY198               | 27 ottobre 2008   | LINEAR            |
| 355856 - | 2008 UQ224               | 25 ottobre 2008   | Spacewatch        |
| 355857 - | 2008 UT230               | 26 ottobre 2008   | Spacewatch        |
| 355858 - | 2008 UD245               | 26 ottobre 2008   | Spacewatch        |
| 355859 - | 2008 UN248               | 26 ottobre 2008   | Spacewatch        |
| 355860 - | 2008 UR254               | 27 ottobre 2008   | Spacewatch        |
| 355861 - | 2008 UQ258               | 27 ottobre 2008   | Spacewatch        |
| 355862 - | 2008 UK272               | 28 ottobre 2008   | Spacewatch        |
| 355863 - | 2008 UD273               | 29 settembre 2008 | Mt. Lemmon Survey |
| 355864 - | 2008 UT290               | 28 ottobre 2008   | Spacewatch        |
| 355865 - | 2008 UA291               | 28 ottobre 2008   | Spacewatch        |
| 355866 - | 2008 UY308               | 30 ottobre 2008   | Spacewatch        |
| 355867 - | 2008 UM312               | 30 ottobre 2008   | Spacewatch        |
| 355868 - | 2008 UO316               | 30 ottobre 2008   | Spacewatch        |
| 355869 - | 2008 UW329               | 31 ottobre 2008   | Spacewatch        |
| 355870 - | 2008 US353               | 20 ottobre 2008   | Spacewatch        |
| 355871 - | 2008 UU354               | 27 ottobre 2008   | Mt. Lemmon Survey |
| 355872 - | 2008 UW361               | 10 ottobre 2008   | Mt. Lemmon Survey |
| 355873 - | 2008 VK2                 | 2 novembre 2008   | LINEAR            |
| 355874 - | 2008 VY23                | 1º novembre 2008  | Spacewatch        |
| 355875 - | 2008 VU24                | 1º novembre 2008  | Spacewatch        |
| 355876 - | 2008 VK25                | 2 novembre 2008   | Spacewatch        |
| 355877 - | 2008 VM28                | 2 novembre 2008   | CSS               |
| 355878 - | 2008 VH32                | 2 novembre 2008   | Mt. Lemmon Survey |
| 355879 - | 2008 VR39                | 2 novembre 2008   | Spacewatch        |
| 355880 - | 2008 VO41                | 23 settembre 2008 | CSS               |
| 355881 - | 2008 VD51                | 4 novembre 2008   | Spacewatch        |
| 355882 - | 2008 VP66                | 3 novembre 2008   | CSS               |
| 355883 - | 2008 VU71                | 8 novembre 2008   | Mt. Lemmon Survey |
| 355884 - | 2008 VJ74                | 7 novembre 2008   | Spacewatch        |
| 355885 - | 2008 WG4                 | 17 novembre 2008  | Spacewatch        |
| 355886 - | 2008 WW4                 | 17 novembre 2008  | Spacewatch        |
| 355887 - | 2008 WL11                | 18 novembre 2008  | CSS               |
| 355888 - | 2008 WB42                | 31 ottobre 2008   | Spacewatch        |
| 355889 - | 2008 WK43                | 17 novembre 2008  | Spacewatch        |
| 355890 - | 2008 WD46                | 17 novembre 2008  | Spacewatch        |
| 355891 - | 2008 WE46                | 17 novembre 2008  | Spacewatch        |
| 355892 - | 2008 WL46                | 17 novembre 2008  | Spacewatch        |
| 355893 - | 2008 WB48                | 6 novembre 2008   | Mt. Lemmon Survey |
| 355894 - | 2008 WA50                | 27 settembre 2008 | Mt. Lemmon Survey |
| 355895 - | 2008 WB50                | 18 novembre 2008  | Spacewatch        |
| 355896 - | 2008 WH50                | 18 novembre 2008  | Spacewatch        |
| 355897 - | 2008 WW61                | 22 novembre 2008  | OAM               |
| 355898 - | 2008 WT66                | 18 novembre 2008  | Spacewatch        |
| 355899 - | 2008 WR67                | 18 novembre 2008  | Spacewatch        |
| 355900 - | 2008 WQ68                | 18 novembre 2008  | Spacewatch        |

## 355901-356000
| Nome     | Designazione provvisoria | Data di scoperta  | Scopritore        |
| -------- | ------------------------ | ----------------- | ----------------- |
| 355901 - | 2008 WN72                | 19 novembre 2008  | Mt. Lemmon Survey |
| 355902 - | 2008 WO73                | 19 novembre 2008  | Mt. Lemmon Survey |
| 355903 - | 2008 WS90                | 23 novembre 2008  | OAM               |
| 355904 - | 2008 WY102               | 27 novembre 2008  | OAM               |
| 355905 - | 2008 WA104               | 30 novembre 2008  | CSS               |
| 355906 - | 2008 WB113               | 30 novembre 2008  | Spacewatch        |
| 355907 - | 2008 WQ120               | 22 novembre 2008  | Spacewatch        |
| 355908 - | 2008 XE12                | 2 dicembre 2008   | Mt. Lemmon Survey |
| 355909 - | 2008 XV20                | 1º dicembre 2008  | Spacewatch        |
| 355910 - | 2008 XQ33                | 2 dicembre 2008   | Spacewatch        |
| 355911 - | 2008 XM35                | 2 dicembre 2008   | Spacewatch        |
| 355912 - | 2008 XF43                | 3 novembre 2004   | NEAT              |
| 355913 - | 2008 XW44                | 3 dicembre 2008   | CSS               |
| 355914 - | 2008 XR48                | 4 dicembre 2008   | Spacewatch        |
| 355915 - | 2008 XQ49                | 3 dicembre 2008   | Mt. Lemmon Survey |
| 355916 - | 2008 YL1                 | 20 dicembre 2008  | OAM               |
| 355917 - | 2008 YT2                 | 21 dicembre 2008  | Lowe, A.          |
| 355918 - | 2008 YF5                 | 20 novembre 2008  | Spacewatch        |
| 355919 - | 2008 YD13                | 21 dicembre 2008  | Spacewatch        |
| 355920 - | 2008 YQ13                | 21 dicembre 2008  | Mt. Lemmon Survey |
| 355921 - | 2008 YC15                | 30 novembre 2008  | Spacewatch        |
| 355922 - | 2008 YU20                | 21 dicembre 2008  | Mt. Lemmon Survey |
| 355923 - | 2008 YN25                | 24 dicembre 2008  | Sarneczky, K.     |
| 355924 - | 2008 YS29                | 29 dicembre 2008  | Tozzi, F.         |
| 355925 - | 2008 YA38                | 27 dicembre 2008  | Bickel, W.        |
| 355926 - | 2008 YN42                | 29 dicembre 2008  | Spacewatch        |
| 355927 - | 2008 YN46                | 29 dicembre 2008  | Mt. Lemmon Survey |
| 355928 - | 2008 YO47                | 24 marzo 2006     | Spacewatch        |
| 355929 - | 2008 YP48                | 29 dicembre 2008  | Mt. Lemmon Survey |
| 355930 - | 2008 YX48                | 29 dicembre 2008  | Mt. Lemmon Survey |
| 355931 - | 2008 YU49                | 29 dicembre 2008  | Mt. Lemmon Survey |
| 355932 - | 2008 YU51                | 29 dicembre 2008  | Mt. Lemmon Survey |
| 355933 - | 2008 YC55                | 29 dicembre 2008  | Mt. Lemmon Survey |
| 355934 - | 2008 YT56                | 11 novembre 2004  | Spacewatch        |
| 355935 - | 2008 YV58                | 30 dicembre 2008  | Spacewatch        |
| 355936 - | 2008 YV70                | 5 maggio 2006     | LONEOS            |
| 355937 - | 2008 YU71                | 30 dicembre 2008  | Spacewatch        |
| 355938 - | 2008 YJ74                | 30 dicembre 2008  | Spacewatch        |
| 355939 - | 2008 YJ78                | 30 dicembre 2008  | Mt. Lemmon Survey |
| 355940 - | 2008 YG79                | 30 dicembre 2008  | Mt. Lemmon Survey |
| 355941 - | 2008 YG88                | 29 dicembre 2008  | Spacewatch        |
| 355942 - | 2008 YM93                | 29 dicembre 2008  | Spacewatch        |
| 355943 - | 2008 YQ99                | 29 dicembre 2008  | Spacewatch        |
| 355944 - | 2008 YD103               | 29 dicembre 2008  | Spacewatch        |
| 355945 - | 2008 YY104               | 29 dicembre 2008  | Spacewatch        |
| 355946 - | 2008 YU106               | 29 dicembre 2008  | Spacewatch        |
| 355947 - | 2008 YW107               | 29 dicembre 2008  | Spacewatch        |
| 355948 - | 2008 YX115               | 29 dicembre 2008  | Spacewatch        |
| 355949 - | 2008 YQ125               | 30 dicembre 2008  | Spacewatch        |
| 355950 - | 2008 YZ125               | 30 dicembre 2008  | Spacewatch        |
| 355951 - | 2008 YD126               | 30 dicembre 2008  | Spacewatch        |
| 355952 - | 2008 YW126               | 30 dicembre 2008  | Spacewatch        |
| 355953 - | 2008 YO127               | 30 dicembre 2008  | Spacewatch        |
| 355954 - | 2008 YW128               | 31 dicembre 2008  | Spacewatch        |
| 355955 - | 2008 YQ141               | 30 dicembre 2008  | Spacewatch        |
| 355956 - | 2008 YZ144               | 30 dicembre 2008  | Spacewatch        |
| 355957 - | 2008 YB149               | 31 dicembre 2008  | Spacewatch        |
| 355958 - | 2008 YO149               | 21 dicembre 2008  | Mt. Lemmon Survey |
| 355959 - | 2008 YO152               | 29 dicembre 2008  | Mt. Lemmon Survey |
| 355960 - | 2008 YR153               | 21 dicembre 2008  | Mt. Lemmon Survey |
| 355961 - | 2008 YP155               | 22 dicembre 2008  | Spacewatch        |
| 355962 - | 2008 YT155               | 22 dicembre 2008  | Spacewatch        |
| 355963 - | 2008 YR157               | 29 dicembre 2008  | Spacewatch        |
| 355964 - | 2008 YO164               | 29 dicembre 2008  | Mt. Lemmon Survey |
| 355965 - | 2008 YJ167               | 21 dicembre 2008  | LINEAR            |
| 355966 - | 2008 YP167               | 21 dicembre 2008  | CSS               |
| 355967 - | 2008 YH172               | 31 dicembre 2008  | Spacewatch        |
| 355968 - | 2009 AF1                 | 8 novembre 2008   | Mt. Lemmon Survey |
| 355969 - | 2009 AA5                 | 14 novembre 1999  | LINEAR            |
| 355970 - | 2009 AQ8                 | 24 ottobre 2008   | Mt. Lemmon Survey |
| 355971 - | 2009 AN13                | 2 gennaio 2009    | Mt. Lemmon Survey |
| 355972 - | 2009 AB17                | 2 gennaio 2009    | Mt. Lemmon Survey |
| 355973 - | 2009 AR19                | 2 gennaio 2009    | Mt. Lemmon Survey |
| 355974 - | 2009 AD20                | 2 gennaio 2009    | Mt. Lemmon Survey |
| 355975 - | 2009 AH22                | 3 gennaio 2009    | Spacewatch        |
| 355976 - | 2009 AM24                | 3 gennaio 2009    | Spacewatch        |
| 355977 - | 2009 AG27                | 22 dicembre 2008  | Spacewatch        |
| 355978 - | 2009 AA28                | 2 gennaio 2009    | Mt. Lemmon Survey |
| 355979 - | 2009 AH28                | 8 gennaio 2009    | Spacewatch        |
| 355980 - | 2009 AA39                | 15 gennaio 2009   | Spacewatch        |
| 355981 - | 2009 AF39                | 22 dicembre 2008  | Mt. Lemmon Survey |
| 355982 - | 2009 AW42                | 2 gennaio 2009    | Mt. Lemmon Survey |
| 355983 - | 2009 AT43                | 2 gennaio 2009    | Mt. Lemmon Survey |
| 355984 - | 2009 AM44                | 3 gennaio 2009    | Mt. Lemmon Survey |
| 355985 - | 2009 AV44                | 8 gennaio 2009    | Spacewatch        |
| 355986 - | 2009 AL47                | 2 gennaio 2009    | Mt. Lemmon Survey |
| 355987 - | 2009 AC50                | 3 gennaio 2009    | Mt. Lemmon Survey |
| 355988 - | 2009 AJ50                | 3 gennaio 2009    | Spacewatch        |
| 355989 - | 2009 BX4                 | 26 ottobre 2008   | Mt. Lemmon Survey |
| 355990 - | 2009 BG7                 | 14 settembre 2007 | Mt. Lemmon Survey |
| 355991 - | 2009 BX7                 | 21 gennaio 2009   | Lowe, A.          |
| 355992 - | 2009 BW10                | 25 gennaio 2009   | Lowe, A.          |
| 355993 - | 2009 BW11                | 20 gennaio 2009   | LINEAR            |
| 355994 - | 2009 BL14                | 29 gennaio 2009   | Lowe, A.          |
| 355995 - | 2009 BL17                | 17 gennaio 2009   | Mt. Lemmon Survey |
| 355996 - | 2009 BE25                | 13 gennaio 2005   | Spacewatch        |
| 355997 - | 2009 BQ26                | 16 gennaio 2009   | Spacewatch        |
| 355998 - | 2009 BS50                | 16 gennaio 2009   | Mt. Lemmon Survey |
| 355999 - | 2009 BA51                | 16 gennaio 2009   | Mt. Lemmon Survey |
| 356000 - | 2009 BO55                | 30 dicembre 2008  | Mt. Lemmon Survey |